# Dylan Kennett
Dylan Kennett (Christchurch, 8 dicembre 1994) è un ex pistard e ciclista su strada neozelandese. Specialista dell'endurance su pista, nel 2015 ha vinto il titolo mondiale di inseguimento a squadre e nel 2016 ha partecipato ai Giochi olimpici di Rio de Janeiro.

## Palmarès

### Pista
- 2012

Campionati neozelandesi, Americana (con Hayden McCormick)
Campionati oceaniani, Scratch
- 2013

Campionati neozelandesi, Inseguimento a squadre (con Shane Archbold, Marc Ryan e Andy van der Heyden)
Gran Premio Internacional, Omnium (Valencia)
6 giorni delle Rose (con Shane Archbold)
Campionati oceaniani, Inseguimento a squadre (con Pieter Bulling, Aaron Gate e Marc Ryan)
Campionati oceaniani, Scratch
- 2014

International Night of the Stars, Corsa a punti (Whanganui)
International Night of the Stars, Scratch (Whanganui)
Campionati neozelandesi, Inseguimento individuale
Campionati neozelandesi, Americana (con Shane Archbold)
- 2015

Campionati neozelandesi, Inseguimento individuale
Campionati neozelandesi, Americana (con Sam Dobbs)
Campionati del mondo, Inseguimento a squadre (con Pieter Bulling, Alex Frame, Regan Gough e Marc Ryan)
- 2016

Grand Prix of Poland, Omnium Under-23 (Pruszków)
Campionati oceaniani, Inseguimento individuale
- 2017

Campionati neozelandesi, Inseguimento individuale
Campionati neozelandesi, Scratch
Campionati neozelandesi, Corsa a punti
Campionati neozelandesi, Americana (con Campbell Stewart)
Campionati neozelandesi, Omnium
- 2019

Campionati neozelandesi, Scratch

### Strada
- 2014

3ª tappa Calder Stewart Elite Series (Kaikoura > Kaikoura)
- 2018 (St George Continental, cinque vittorie)

2ª tappa Tour of Poyang Lake (Monte Longhu > Yingtan)
6ª tappa Tour of Poyang Lake (Gaoxin > Nanchang)
11ª tappa Tour of Poyang Lake (Shangyou > Ganzhou)
Prologo Tour of Taihu Lake (Wuxi, cronometro)
4ª tappa Tour of Taihu Lake (Jiangyan > Jiangyan)
7ª tappa Tour of Southland (Winton > Invercargill)
- 2019 (St George Continental, quattro vittorie)

4ª tappa Tour of Taihu Lake (Huzhou > Changxing)
Classifica generale Tour of Taihu Lake
6ª tappa Tour of Southland (Winton, cronometro)
7ª tappa Tour of Southland (Winton > Invercargill)
- 2020 (St George Continental, una vittoria)

5ª tappa New Zealand Cycle Classic (Masterton > Masterton)

#### Altri successi
- 2012

Gore-Invercargill
- 2018 (St George Continental)

Prologo Hawke's Bay Tour (Ohiti Road)
- 2019 (St George Continental)

Classifica a punti Tour of Taihu Lake
Prologo Tour of Southland (Invercargill, cronosquadre)
- 2020 (St George Continental)

Classifica a punti New Zealand Cycle Classic

## Piazzamenti

### Competizioni mondiali
- Campionati del mondo su pista

Mosca 2011 - Inseguimento a squadre Junior: 3º
Mosca 2011 - Omnium Junior: 3º
Invercargill 2012 - Inseguimento a squadre Junior: 2º
Invercargill 2012 - Chilometro Junior: 2º
Invercargill 2012 - Inseguimento individuale Junior: 2º
Invercargill 2012 - Americana Junior: 3º
Cali 2014 - Inseguimento a squadre: 3º
Cali 2014 - Scratch: 7º
Saint-Quentin-en-Yvelines 2015 - Inseguimento a squadre: vincitore
Saint-Quentin-en-Yvelines 2015 - Inseguimento individuale: 10º
Londra 2016 - Inseguimento a squadre: 7º
Londra 2016 - Inseguimento individuale: 7º
Hong Kong 2017 - Inseguimento a squadre: 2º
Hong Kong 2017 - Inseguimento individuale: 15º
Hong Kong 2017 - Chilometro: 6º
Apeldoorn 2018 - Inseguimento a squadre: 5º
Apeldoorn 2018 - Chilometro: 13º
- Giochi olimpici

Rio de Janeiro 2016 - Inseguimento a squadre: 4º
Rio de Janeiro 2016 - Omnium: 8º